# 대한민국 제12대 대통령 선거 한국국민당 후보 선출
한국국민당 제12대 대통령 후보 지명은 1981년 1월 23일 민주공화당, 유신정우회 출신 인사들로 구성된 한국국민당이 창당대회 및 대통령 후보 지명대회를 개최하고 백암 김종철을 1981년 대통령 선거에 출마할 당의 후보로 추대한 것을 말한다.
이만섭 당시 국민당 정책위의장 및 조강특위 위원장은 훗날 당시 신군부 세력이 국민당의 창당 및 총선 공천까지 관여하고 있었다고 회고하였다.

## 배경
박정희 정권의 여당이었던 민주공화당과 유신정우회는 1980년 10월 27일 신군부의 정당 및 국회 해산 조치로 인해 해체되었다. 그러나 신군부는 같은 해 11월 25일 공화당 의원 25명과 유정회 의원 57명의 정치 활동 제재를 해제하였고, 이에 따라 정치 활동 재게가 허용된 김종철·양찬우·김용호·이만섭·고재필·윤인식·김영광 등은 곧바로 공화당 재건에 돌입하였다. 그러나 공화당의 당 조직과 재산, 직원들을 신군부에서 고스란히 가져가버려 조직 재건에 애를 먹어야 했다.
국민당의 총재가 될 것이 유력한 창당준비위원장에는 해금 인사 중 최다선 의원인 김종철 전 공화당 의원이 선출되었다. 김종철은 자유당에서 정치를 시작한 원로 인사에 한화 회장 등을 지낸 경제통이었으나, 공화당에서 핵심적인 당직을 맡거나 언론의 주목을 받은 적은 없어 당 총재를 맡기에는 정치적 중량감이 없는 인물이었다. 따라서 김종철이 한국국민당의 초대 당수로 선택된 것은 의아하다는 평이 많았다.
그럼에도 불구하고 신군부가 김종철을 한국국민당의 총재로 내정한 것은 "여야를 불문하고 당수나 당 대표에는 지역 기반이 강한 사람과 영호남 출신은 안 된다"는 전두환 대통령의 뜻에 따른 것이었다. 실제로 이재형 민정당 대표와 유치송 민주한국당 총재는 경기도, 반공당을 추진하던 오제도 전 의원은 이북 출신이었으며, 김종철 전 의원은 충남 출신이었다. 실제로 신군부는 김종철 전 의원 외에도 양찬우 전 의원과 고재필 전 의원 역시 당수 후보로 고려하고 있었다. 특히 양찬우 전 의원은 김종철 전 의원보다 더 유력한 후보로 평가 받았다. 그러나 양찬우 전 의원은 영남, 고재필 전 의원은 호남 출신이라 탈락하였고, 유일하게 남은 김종철 전 의원이 낙점을 받았다.

## 결과
한국국민당 내에서는 대선 참여 여부를 놓고 찬반 양론이 있었다. 어차피 당선 가능성도 낮은데다 선거인 선거 결과 확연한 약세가 드러나면 안 그래도 어려운 당세가 더 위축될 수 있다는 것이 그 이유였다. 그렇게 될 경우 총선에서의 경쟁력마저 보장할 수 없다는 불안감이 팽배했다.
이같은 분위기는 김종철 한국국민당 창당준비위원장이 1월 11일 대통령 선거 출마를 공식 선언한 것을 계기로 반전되었다. 한국국민당은 상임위원 및 재경조직책 연석회의를 열고 한때 여당을 지낸 공당으로써 대선에 불참할 수는 없다는 것에 의견을 모았다. 결국 대통령 후보 추천권을 가진 창당준비위원회 상임위원회는 1981년 1월 21일 회의에서 김종철 창당준비위원장을 대통령 후보로 추천하였다.
한국국민당은 1981년 1월 23일 서울 세종문화회관 별관에서 대의원 1,189명 중 1,123명이 참석한 가운데 창당 및 대선 후보 지명 대회를 열고 김종철 창당준비위원장을 당 총재 및 대통령 후보로 추대하였다.
한국국민당은 2월 11일 실시된 대통령 선거인 선거에서 총 49명의 당선자를 내었으며, 김종철 후보는 2월 25일 실시된 대통령 선거에서 85표를 획득하였다.

## 같이 보기
- 대한민국 제12대 대통령 선거